# Lijst van voetbalinterlands Antigua en Barbuda - Cuba (vrouwen)
Deze lijst van voetbalinterlands is een overzicht van alle officiële voetbalinterlands tussen de nationale vrouwenteams van Antigua en Barbuda en Cuba. De landen hebben tot nu toe twee keer tegen elkaar gespeeld.

## Wedstrijden
| № | Plaats    | Datum            | Competitie                                | Wedstrijd                 | Uitslag |
| - | --------- | ---------------- | ----------------------------------------- | ------------------------- | ------- |
| 1 | Marabella | 15 mei 2010      | CONCACAF Gold Cup 2010 kwalificatie       | Cuba − Antigua en Barbuda | 6 − 1   |
| 2 | Kingston  | 27 augustus 2018 | CONCACAF W Championship 2018 kwalificatie | Cuba − Antigua en Barbuda | 7 − 0   |

## Samenvatting
| Competitie                           | Totaal gespeeld | Winst Antigua en Barbuda | Gelijk | Winst Cuba | Doelsaldo Antigua en Barbuda – Cuba |
| ------------------------------------ | --------------- | ------------------------ | ------ | ---------- | ----------------------------------- |
| CONCACAF W Championship kwalificatie | 2               | 0                        | 0      | 2          | 1 − 13                              |
| Totaal                               | 2               | 0                        | 0      | 2          | 1 − 13                              |